# Mistrovství Ostravského kraje 1949
Mistrovství (I. třída) Ostravského kraje 1949 bylo jednou ze skupin 3. nejvyšší fotbalové soutěže v Československu. O titul přeborníka Ostravského kraje soutěžilo 14 týmů každý s každým dvoukolově na jaře a na podzim 1949. Tento ročník začal v neděli 20. března 1949 a skončil v neděli 27. listopadu téhož roku. Jednalo se o 1. z 11 ročníků soutěže (1949–1959/60).
Po sezoně došlo k další z poúnorových reorganizací. Do Oblastní soutěže, která byla v ročnících 1948 (jako Zemská soutěž) a 1949 druhou nejvyšší soutěží v Československu a od sezony 1950 se stala třetí úrovní (viz II. liga – Celostátní československé mistrovství II 1950), postoupilo vítězné mužstvo ZSJ OKD Zárubek. Mistrovství Ostravského kraje bylo od ročníku 1950 jednou ze skupin čtvrté nejvyšší soutěže (viz III. liga – Oblastní soutěž 1950). Posledních šest mužstev sestoupilo do příslušných skupin I. třídy Ostravského kraje (od ročníku 1950 jedna ze skupin páté nejvyšší soutěže a druhá nejvyšší soutěž Ostravského kraje).

## Nové týmy v sezoně 1949
- Z Moravskoslezské divize – skupiny sever 1948 (III. liga) přešla mužstva ZSJ OKD Zárubek (2. místo), JTO Sokol Slavoj Petřvald (3. místo), ZSJ OKD HEPO Petřvald (4. místo), JTO Sokol Slavia Michálkovice (7. místo), ZSJ OKD Ostrava II Unie (11. místo) a ZSJ OKD Doubrava (12. místo).[4]
- Z I. A třídy Slezské župy footballové 1948 (IV. liga) postoupila mužstva JTO Sokol Karlova Huť (vítěz), JTO Sokol Alexander Kunčičky (2. místo) a ZSJ Tatra Kopřivnice (3. místo).[5]
- Z I. A třídy Těšínské župy footballové 1948 (IV. liga) postoupila mužstva JTO Sokol Elektrárna Suchá (vítěz), JTO Sokol Karviná (2. místo) a ZSJ OKD Doubrava (3. místo).[5]
- Z I. B třídy Ostravska 1948 (V. liga) postoupilo vítězné mužstvo JTO Sokol Slezan Opava.[5]
- Mužstvo VSJ Ostrava bylo do soutěže instalováno.

## Konečná tabulka
Zdroj: 
| Poř. | Tým                           | Z  | V  | R | P  | VG | OG | B  |
| ---- | ----------------------------- | -- | -- | - | -- | -- | -- | -- |
| 1.   | ZSJ OKD Zárubek               | 26 | 19 | 4 | 3  | 76 | 22 | 42 |
| 2.   | ZSJ OKD HEPO Petřvald         | 26 | 17 | 5 | 4  | 67 | 37 | 39 |
| 3.   | JTO Sokol Slezan Opava        | 26 | 11 | 7 | 8  | 65 | 51 | 29 |
| 4.   | JTO Sokol Karlova Huť         | 26 | 12 | 5 | 9  | 54 | 52 | 29 |
| 5.   | ZSJ OKD Doubrava              | 26 | 10 | 7 | 9  | 58 | 60 | 27 |
| 6.   | JTO Sokol Alexander Kunčičky  | 26 | 11 | 4 | 11 | 62 | 61 | 26 |
| 7.   | ZSJ Tatra Kopřivnice          | 26 | 10 | 6 | 10 | 67 | 68 | 26 |
| 8.   | JTO Sokol Elektrárna Suchá    | 26 | 9  | 5 | 12 | 53 | 61 | 23 |
| 9.   | VSJ Ostrava                   | 26 | 9  | 5 | 12 | 47 | 71 | 23 |
| 10.  | ZSJ OKD Ostrava II Unie       | 26 | 8  | 6 | 12 | 55 | 57 | 20 |
| 11.  | JTO Sokol Slavoj Petřvald     | 26 | 9  | 4 | 13 | 54 | 57 | 22 |
| 12.  | JTO Sokol Karviná             | 26 | 7  | 6 | 13 | 56 | 64 | 20 |
| 13.  | JTO Sokol Slezák Svinov       | 26 | 8  | 4 | 14 | 46 | 66 | 16 |
| 14.  | JTO Sokol Slavia Michálkovice | 26 | 3  | 8 | 15 | 39 | 75 | 14 |

Poznámky:
- Z = Odehrané zápasy; V = Vítězství; R = Remízy; P = Prohry; VG = Vstřelené góly; OG = Obdržené góly; B = Body

Zkratky:
- HEPO = (spojení dolů) Hedvika a Pokrok; JTO = Jednotná tělovýchovná organisace; OKD = Ostravsko-karvinské kamenouhelné doly; VSJ = Vojenská sokolská jednota; ZSJ = Závodní sokolská jednota

|  | Postup do Oblastní soutěže 1950 – sk. C (III. liga)           |
|  | Sestup do příslušné I. třídy Ostravského kraje 1950 (V. liga) |